# Línea 153 (Rosario)
Línea 153 es una línea de transporte urbano de pasajeros de la ciudad de Rosario, Argentina actualmente operada por Movi. 
Originariamente el servicio de línea 153 fue prestado por Primera Junta S.R.L. desde 1994 a 1996 cuando es traspasada a Transporte Automotor General Azcuénaga (TAGA) que tras su quiebra vuelve a ser operada por Primera Junta S.R.L. y U.T.E. Martin Fierro S.A. para devenir a Rosario Bus en 2001, desde 2015 será operada por Semtur hasta el 31 de diciembre de 2018, ya que a partir del 1° de enero de 2019 la empresa estatal se convirtió en Movi. 
Su recorrido actual cubre parcialmente los recorridos de las antiguas líneas 101 y 104. 
En 2015 la bandera negra extendió su itinerario hasta Ibarlucea con el cambio de prestador del servicio.

## Recorridos
Servicio diurno y nocturno.
|  |  | BUS2 | KBHFa |

|  |  |  | KRZo |

|  |  |  | BHF |

|  |  |  | BHF |

|  |  |  | hSTRa@g |

|  |  |  | hSTR |

|  |  |  | hSTRe@f |

|  |  |  | BHF |

|  |  |  | hSTRa@g |

|  |  |  | hSTR |

|  |  |  | hSTRe@f |

|  |  |  | BHF |

|  |  | KBHFa | BHF |

|  |  | STR | BHF |

|  |  | STR | BHF |

|  |  | STR | BHF |

|  |  | STR+lBUEq | STR |

|  |  | BHF | STR |

|  |  | STR | BHF |

|  |  | BHF | STR |

|  |  | STRl | vSTR+r-SHI1+r |

|  |  |  | vBHF |

|  |  | STR+l | vSTRr-SHI1r |

|  |  | BHF | STR |

|  |  | BHF | STR |

|  |  | BHF | STR |

|  |  | BHF | STR |

|  |  | BHF | STR |

|  |  | STR | BHF |

|  |  | STR | BHF |

|  |  | hKRZWae | STR |

|  |  | STR | BHF |

|  |  | BHF | STR |

|  |  | BHF | STR |

|  |  | BHF | STR |

|  |  | BHF | STR |

|  |  | STR | BHF |

|  |  | STR | BHF |

|  |  | BHF | STR |

|  |  | STRl | ABZg+r |

|  |  |  | BHF |

|  |  |  | STR+lBUEq |

|  |  |  | BHF |

|  |  | BUS2 | DST |

|  |  |  | BHF |

|  |  |  | STR |

|  |  |  | BHF |

|  |  |  | BHF |

|  |  |  | BHF |

|  |  |  | BHF |

|  |  |  | BHF |

|  |  |  | BHF |

|  |  |  | BHF |

|  |  |  | BHF |

|  |  |  | STR+lBUEq |

|  |  |  | BHF |

|  |  |  | BHF |

|  |  |  | STR+lBUEq |

|  |  |  | BHF |

|  |  |  | KRZu |

|  |  | STR+l | ABZgr |

|  |  | KBHFe | STR |

|  |  |  | KBHFe |

### Línea 153 Bandera Roja
Recorrido Diurno con funcionamiento de 05:00 a 20:00
IDA: Desde 26 de Agosto y Bv. Rondeau, por 26 de Agosto, Valentín Gómez, Ugarte, Spegazzini, Salvat, Varela, H. Irigoyen, Unión, República de Irak (ex calle 1340), Molina, Aráoz, Anchoris, Superí, Agrelo, Av. Puccio, Av. Colombres, Frondizi (ex Granel), Av. Centenario, Bv. Avellaneda, Gorriti, Falucho, Junín, Av. Caseros, Av. Francia (sentido Norte-Sur), Brown, Ovidio Lagos, Salta, Entre Ríos, Av. Pellegrini, Provincias Unidas, Neuquén, Guatemala, Av. Mendoza, Colectora de Av. Circunvalación (lateral Oeste-sentido Norte-Sur), Montevideo hasta Donado.
VUELTA: Desde Montevideo y Donado, por Donado, Av. Mendoza, Colombia, Forest, Av. Provincias Unidas, Montevideo, Cullen, Av. Pellegrini, Alvear, Montevideo, Corrientes, Urquiza, Callao, Güemes, Av. Francia (sentido sur-norte), paso sobre el nivel de Pje. Escalada (puente), Av. Caseros, Ing. Thedy, Vélez Sarsfield, Bv. Avellaneda, Av. Centenario, Frondizi (ex Granel), Av. Colombres, Av. Puccio, Bv. Rondeau, Baigorria, Medrano, Rivera, Molina, República de Irak (ex calle 1340), Unión, H. Irigoyen, V. Gómez, Massa, Mont Cenis, Colectora de Av. Circunvalación Lateral Sur, Bv. Rondeau hasta 26 de Agosto.
Recorrido Nocturno con funcionamiento de 20:00 a 05:00
IDA: De su recorrido por Varela, Valle Hermoso, Darregueira, Baigorria, Anchoris a su recorrido.
VUELTA: De su recorrido por Baigorria, Boedo, Camino de los Granaderos, Salvat, Valentín Gómez, Colectora Circunvalación hasta Bv. Rondeau.

### Línea 153 Bandera Negra
Recorrido Diurno con funcionamiento de 04:30 a 23:30
IDA: Desde Camino Límite del Municipio y Canal arroyo Ibarlucea, por camino límite del Municipio, Morrow, Cullen y Ugarte, Calderón, Robles, Villa del Parque, Cullen y Ugarte, calle 13102, Oncativo, Laguna, F. Grandoli-Palestina, I. Peirano, Palliere, Puente “Automóvil Club Argentino” (puente sobre Av. Circunvalación), Palliere, Gianneo (Norte), Gianneo (Sur), Av. J. Kennedy, Gambartes, Palestina, Camino de los Granaderos, Colectora Juan Pablo II, Salvat, V. Gomez, M. Massa, Mont Cenis, Rotonda Juan Pablo II, Pintor Musto J. Maza, Piaggio, Agrelo, Uriarte, Maza, Av. Sorrento, Víctor Mercante, Olivé, Silva, J.J.Paso, Bv. Avellaneda, Junín, Av. Caseros, Rotonda Ing. Venesia, Av. Francia (sentido Norte-Sur), Brown, Ovidio Lagos, Salta, Entre Ríos, Av. Pellegrini, Provincias Unidas, Neuquén, México, Pampa, Brasil, Cochabamba, Nicaragua, Pasco, Colectora de Av. Circunvalación (lateral Este-sentido Norte-Sur), Prov. De Misiones, Calle 1707, Calle 1756 hasta 1739.-
VUELTA: Desde Calle 1739 y Calle 1756, por calle 1739, Calle 1746, Prov. de Misiones, Colectora de Av. Circunvalación Juan Pablo II (sentido sur-norte), Pasco, Nicaragua, Cochabamba, Brasil, Forest, Av. Provincias Unidas, Montevideo, Cullen, Av. Pellegrini, Alvear, Montevideo, Corrientes, Urquiza, Callao, Güemes, Av. Francia (sentido sur-norte), paso sobre el nivel de Pje. Escalada (puente), Av. Caseros, Ing. Thedy, Vélez Sarsfield, Bv. Avellaneda, Génova, Ferreyra, Av. de Los Trabajadores, Av. Salvador Allende (O-E), J. Hernández, Gurruchaga, Álvarez Thomas, Buchanan (ex Aldrey), Iriarte, Maestro Massa, Ing. Laporte, M. Fierro, Bv. Rondeau (N-S), Tierra del Fuego, Speghazzini, Salvat, Los Cocos, Palestina, Gambartes, Kennedy, Gianneo (Norte), Palliere, Puente “Automóvil Club Argentino” (puente sobre Av. Circunvalación), Palliere, I. Peirano, Palestina-F. Grandoli, Laguna, Oncativo, calle 13102, Cullen y Ugarte, Villa del Parque, Alberini, Calderón, Cullen y Ugarte, Morrow, Camino Límite del Municipio hasta Canal arroyo Ibarlucea.-
Recorrido Nocturno con funcionamiento de 23:30 a 04:30
IDA: De su recorrido por Neuquén, Guatemala, Av. Mendoza, Colectora de Av. Circunvalación (lateral Oeste), Montevideo, Donado hasta Forest.
VUELTA: Desde Donado y Forest, por Donado, Av. Mendoza, Colombia, Forest a su recorrido.